# SS Yoshida Maru
Le SS Yoshida Maru (吉田丸) était un cargo à vapeur lancé en 1941 pour la compagnie maritime Nippon Yusen Kaisha En janvier 1944, un sous-marin de l'United States Navy, l'USS Flasher l'a coulé à 140 miles au sud-ouest de l'île Minamitori-shima dans l'océan Pacifique Nord.

## Historique
Yoshida Maru a été réquisitionné comme canonnière/mouilleur de mines de mines auxiliaire et navire de transport de la marine impériale japonaise. Il était armé de trois canons de 120 mm et de mitrailleuses .
Le 18 janvier 1944, il est coulé par le sous-marin USS Flasher à 140 milles à l'ouest-sud-ouest de Minamitori-shima dans l'océan Pacifique Nord,.

### Liens connexes
- Liste des hell ships japonais
- Liste des navires coulés par sous-marins par nombre de morts